# Табунщиковське сільське поселення
Табунщиковське сільське поселення — муніципальне утворення у Красносулинському районі Ростовської області Російської Федерації.
Адміністративний центр — село Табунщиково.
Населення - 2721 осіб (2010 рік).

## Географія
Площа Табунщиковского сільського поселення — 2192,5 км². Воно межує з Садковським сільським поселенням з північно-східної сторони, Горнинським міським поселенням  з західної сторони, з територією Пролетарського сільського поселення з північно-західної, Октябрського району з південно-східної й південної сторони й міста Шахти - з південної сторони.

## Історія
Табунщиковське сільське поселення було утворено 1 січня 2006 року з Табущинкоської сільської ради.

## Склад сільського поселення
До складу Табущиківського сільського поселення входять 5 населених пунктів:
- село Табунщиково - 2006 осіб (2010 рік),
- селище Рябиновка - 380 осіб (2010 рік),
- хутір Гривенний - 260 осіб (2010 рік),
- хутір Поштовий - 56 осіб (2010 рік),
- станція Гривенна - 19 осіб (2010 рік).